# Nectandra
La Nectandra és un gènere de plantes amb flors que pertanyen a la família de les lauràcies.

## Descripció
Són arbres o arbusts; hermafrodites. Les fulles alternes, senceres, glabres o amb pubescència variada, pinnatinervies. Les inflorescències axil·lars o pseudoterminals, paniculades, les últimes divisions cimoses, principalment una mica pubescents, les flors són petites, rarament més d'1 cm de diàmetre, blanques o verdoses; tèpals iguals. El fruit és una baia assentada sobre una cúpula poc profunda.

## Evolució, filognia i taxonomia
Un gènere neotropical amb 114 espècies, 11 espècies es troben a Nicaragua. Aquest tractament es basa en la revisió de Rohwer. La Nectandra pot resultar difícil de separar de l'Ocotea, però els millors caràcters per diferenciar són la posició dels lòculs a l'antera (en un arc en la Nectandra, en 2 fileres en l'Ocotea), la presència de pubescència papil·losa i el fet que en la Nectandra els tèpals són fusionats a la base mateixa i cauen com una unitat en les flors velles, mentre que aquests són lliures i cauen individualment en l'Ocotea. Moltes espècies, la seva fusta és modelable.

## Espècies seleccionades
- Nectandra acutifolia
- Nectandra amazonum
- Nectandra angusta, Rohwer
- Nectandra apiculata, Rohwer
- Nectandra astyla, Rohwer
- Nectandra aurea, Rohwer
- Nectandra baccans, (Meissner) Mez
- Nectandra barbellata, Coe-Teixeira
- Nectandra bartlettiana, Lasser
- Nectandra bicolor, Rohwer
- Nectandra brittonii, Mez
- Nectandra brochidodroma, Rohwer
- Nectandra canaliculata, Rohwer
- Nectandra caudatoacuminata, O.C.Schmidt
- Nectandra cerifolia, Rohwer
- Nectandra citrifolia, Rusby
- Nectandra coeloclada, Rohwer
- Nectandra cordata, Rohwer
- Nectandra crassiloba, Rohwer
- Nectandra cufodontisii, (O.C.Schmidt) C.K.Allen
- Nectandra dasystyla, Rohwer
- Nectandra debilis, Mez
- Nectandra embirensis, Coe-Teixeira
- Nectandra filiflora, Rohwer
- Nectandra fragrans, Rohwer
- Nectandra fulva, Rohwer
- Nectandra gracilis, Rohwer
- Nectandra grisea, Rohwer
- Nectandra guadaripo, Rohwer
- Nectandra herrerae, O. C. Schmidt
- Nectandra heterotricha, Rohwer
- Nectandra hirtella, Rohwer
- Nectandra hypoleuca, Hammel
- Nectandra impressa, Mez
- Nectandra japurensis, Nees
- Nectandra krugii, Mez
- Nectandra latissima, Rohwer
- Nectandra leucocome, Rohwer
- Nectandra longipetiolata, van der Werff
- Nectandra matogrossensis, Coe-Teixeira
- Nectandra matudai, Lundell
- Nectandra micranthera, J.G.Rohwer
- Nectandra microcarpa, Meissner
- Nectandra mínima, Rohwer
- Nectandra mirafloris, van der Werff
- Nectandra obtusata, Rohwer
- Nectandra ólida, Rohwer
- Nectandra paranaensis, Coe-Teixeira
- Nectandra parviflora, J.G.Rohwer
- Nectandra psammophila, Nees
- Nectandra pseudocotea, Allen & Barneby ex Rohwer
- Nectandra pulchra, O. C. Schmidt
- Nectandra ramonensis, Standley
- Nectandra reflexa, Rohwer
- Nectandra rudis, C. K. Allen
- Nectandra ruforamula, Rohwer
- Nectandra salicina, C. K. Allen
- Nectandra smithii, C. K. Allen
- Nectandra sordida, Rohwer
- Nectandra spicata, Meissner
- Nectandra subbullata, Rohwer
- Nectandra truxillensis, (Meissner) Mez
- Nectandra utilis, Rohwer
- Nectandra venulosa, Meissner
- Nectandra viburnoides, Meisn.
- Nectandra warmingii, Meissner
- Nectandra weddellii, Meissner
- Nectandra wurdackii, C. K. Allen & Barneby ex Rohwer
- Nectandra yarinensis, O. C. Schmidt